# تثبيط مناعي
كابتات المناعة أو مثبطات المناعة (بالإنجليزية: Immunosuppression)‏ ويشمل الفعل الذي يؤدي إلى تقليل أو تثبيط كفاءة الجهاز المناعي بالكامل. بعض أجزاء الجهاز المناعي نفسها تمتلك القدرة على تثبيط أجزاء أخرى من جهاز المناعة. وقد يحدث تثبيط المناعة كعلاج طبي عن فعل متعمد طبيا لمنع الجسم من رفض زراعة الأعضاء، أو معالجة رفض الجسم للنخاع بعد عملية زرع نخاع العظم، أو لعلاج أمراض المناعة الذاتية مثل التهاب المفاصل أو داء كرون. هذا هو عادة باستخدام الأدوية، ولكن يمكن أن تنطوي على عملية جراحية (استئصال الطحال، فصادة البلازما، أو الإشعاع.
والشخص الذي عانى من تثبيط المناعة، أو الذي ضعف جهاز المناعة لديهِ لأسباب أخرى (مثل العلاج الكيميائي ومرضى فيروس نقص المناعة المكتسبة)، ويقال عنهُ (شخص مثبط مناعيا).
وتثبط المناعة بأدوية خاصة أثناء زرع الأعضاء وإلا رفضهُ الجسم المستلم مما يؤدي إلى الموت في معظم الأحيان. وفي الماضي، كان العلاج الإشعاعي يستخدم لخفض قوة جهاز المناعة، ولكن الآن ظهرت أدوية كبت للمناعة، وتستخدم لمنع رد فعل جهاز المناعة. إن الجانب السلبي هو أن مثل هذا العمل هو تعطيل لجهاز المناعة، وفي حالة الجسم الضعيفة التي هي شديدة التعرض لحالات العدوى الانتهازية، حتى العدوى التي تعتبر عادة غير ضارة. وكذلك استخدام هذهِ الأدوية المثبطة للمناعة لفترات طويلة يزيد من خطر الإصابة بالسرطان.
يعتبر الكورتيزون هو الأول لأجل كبت المناعة ولتحديدها، ولكن مجموعة كبيرة من الآثار الجانبية حددت استخدامه. الأكثر تحديدا الآزويثوبرين وقد حددت في عام 1959، ولكن كان اكتشاف السايكلوسبورين في عام 1970 قد سمح لتوسع كبير في زراعة الكلى الأقل مطابقة بين المانح والمستلم وكذلك تطبيقها على نطاق واسع من عمليات زرع الكلى وزرع الرئة والبنكرياس وزراعة الأعضاء، وزرع القلب.الدكتور جوزف موراي من كلية الطب بجامعة هارفارد وكبير جراح التجميل في مستشفى الأطفال في بوسطن في الفترة من 1972-1985، وحصل على جائزة نوبل في الفسيولوجيا أو الطب في عام 1990 لعمله في مجال تثبيط المناعة. وللدكتور موراي وفريقه الفضل في نجاح أول عملية زرع كلى في مستشفى بيتر بنت بريجهام في بوسطن في 23 ديسمبر 1954.